# Anapskaja
Anapskaja (russisch Ана́пская) ist eine Staniza in der Region Krasnodar in Russland mit 16.107 Einwohnern (Stand 14. Oktober 2010).

## Geographie
Der Ort liegt etwa 125 km Luftlinie westsüdwestlich des Regionsverwaltungszentrums Krasnodar, 6 km von der Küste des Schwarzen Meeres entfernt.
Anapskaja gehört zum Stadtkreis Anapa und befindet sich etwa 5 km ostnordöstlich des Zentrums der Stadt Anapa, an die sie fast unmittelbar anschließt. Die Staniza ist Verwaltungssitz des „Landkreises“ Anapski selski okrug innerhalb des Stadtkreises, zu dem außerdem die Weiler (chutor) Buschor (5 km südsüdöstlich des Zentrums), Kumatyr (6 km nordöstlich), Kurbazki (4 km nordnordöstlich), Kutok (9 km nordöstlich), Tarussin (4 km östlich) und Ussatowa Balka (3 km östlich).

## Geschichte
Die Staniza wurde 1836 unter dem Namen Nikolajewskaja, zu Ehren des russischen Kaisers Nikolai I., gegründet. Während des von 1817 bis 1864 andauernden Kaukasuskrieges wurde sie 1854 aufgelassen, aber unter dem heutigen Namen, nach der nahen Stadt, an gleicher Stelle neugegründet.

### Bevölkerungsentwicklung
| Jahr | Einwohner |
| ---- | --------- |
| 1979 | 10.802    |
| 2002 | 13.787    |
| 2010 | 16.107    |

Anmerkung: Volkszählungsdaten

## Verkehr
Anapskaja liegt an der östlichen Zufahrt der föderalen Fernstraße A290 (ehemals M25) nach Anapa, die Stadt und Staniza nordöstlich umgeht. Die nächstgelegene Bahnstation befindet sich in Anapa.